# Dechoukaj
Dechoukaj (ou Déchoucage, do francês) é um termo da língua crioula haitiana que significa literalmente "desenraizamento". É usado principalmente para se referir a sublevação política no Haiti após o exílio do ditador Jean-Claude Duvalier em 7 de fevereiro de 1986. Durante o dechoukaj, muitos camponeses haitianos comuns e moradores da cidade se vingaram de seus opressores, incluindo membros do Tonton Macoutes. O dechoukaj afetou especialmente a instituição da religião do vodu haitiano, cujos princípios e tradições estiveram forte e diretamente ligados aos ditadores e usados para exercer controle sobre a população.